# 48 Центральный научно-исследовательский институт Министерства обороны РФ
ФГБУ «48 Центральный научно-исследовательский институт» Министерства обороны РФ (48 ЦНИИ МО РФ) — головной российский разработчик наступательного биологического оружия и средств защиты от него. Входит в структуру войск РХБЗ ВС РФ. Создан в 2006 году как ФГУ путём преобразования НИИ микробиологии Минобороны России, головное учреждение располагалось в городе Кирове.
С 2014 года преобразован в ФГБУ, головное учреждение располагается в городе Сергиев Посад-6 Московской области. Кроме него в состав НИИ входят (филиалы):
- Научно-исследовательский центр в г. Екатеринбурге;
- Научно-исследовательский центр в Кирове;
- Научно-исследовательский центр (экспертный, химических и биологических угроз) в Москве, сформирован в 2016 году.

Медицинское обеспечение головного учреждения осуществляется филиалом ГВКГ им. Н. Н. Бурденко (бывший 1137-й военный госпиталь войск РХБЗ МО РФ).
Основная деятельность института направлена на разработку средств медицинской защиты армии и населения от особо опасных инфекций. Также институт выпускает и реализует медицинские иммунобиологические препараты для профилактики, диагностики и лечения особо опасных инфекций, питательные основы и среды для нужд здравоохранения, сельского хозяйства и промышленности.
По состоянию на 1995 год, НИИ осуществлял в том числе функции центров специализированных коллекций патогенных биологических агентов I — IV групп патогенности:
- возбудителей бактериальных инфекций, используемых для разработки и оценки эффективности медицинских средств противобиологической защиты (головное учреждение в Кирове);
- возбудителей геморрагических лихорадок I группы патогенности и возбудителей вирусных инфекций I—IV групп патогенности, используемых для разработки и оценки эффективности медицинских средств противобиологической защиты (вирусологический центр в г. Сергиев Посад-6).

Наибольший вклад в разработки и исследования института внесли выдающиеся учёные И. М. Великанов, Н. Н. Гинсбург, М. М. Файбич, А. Л. Тамарин, А. Ф. Шестеренко, Н. И. Николаев и другие. Здесь работали 7 академиков и членов-корреспондентов АН СССР и АМН СССР, 38 профессоров, 86 докторов и более 250 кандидатов наук. 32 сотрудника института за выдающиеся заслуги в области разработки медицинских средств защиты стали лауреатами Государственной премии СССР.

## История
В 1928 году исходя из опыта Русско-японской и Первой мировой и Гражданской войн, когда количество жертв от эпидемий превышало военные потери, руководством РККА было принято решение об организации Вакцинно-сывороточной лаборатории, которая бы занималась созданием вакцин и сывороток для нужд армии. Руководителем лаборатории был назначен молодой учёный, заведующий кафедрой микробиологии Московского государственного университета И. М. Великанов. Лаборатория располагалась в 30 километрах от Москвы, в усадьбе «Власиха». Для работы с особо опасными инфекционными заболеваниями была создана специальная лаборатория (или Бюро особого назначения Особого отдела (БОН ОО) ОГПУ) на территории монастыря в городе Суздаль Владимирской области.
В 1933 году произошло объединение обеих лабораторий в Военный научный медицинский институт РККА. В 1934 году институт был переименован в Биотехнический. В 1937 году институт был переведён из Власихи на остров Городомля на озере Селигер. Это решение было вызвано опасностью распространения инфекций, с которыми велись работы в институте, на Москву и другие близлежащие промышленные центры. В 1940 году институт был переименован в Санитарно-технический.
В 1941 году территория Селигера оказалась под угрозой немецкой оккупации, и институт был эвакуирован в Саратов. В сентябре 1942 года началось наступление немецких войск под Сталинградом, возникла угроза бомбардировок Саратова немецкой авиацией, и было принято решение об эвакуации института вглубь страны — в Киров, который с начала войны принял множество предприятий и организаций. В Кирове институт был размещён на территории областной больницы. Руководил эвакуацией начальник Главного военно-санитарного управления РККА Ефим Смирнов. В том же 1942 году институт был переименован в НИИ эпидемиологии и гигиены Красной Армии. Смирнов лично дважды докладывал Сталину о проводимых в институте исследованиях. Основным направлением научной деятельности той поры в НИИ была разработка живых вакцин. Их разработка началась ещё в 1936 году, после получения штамма чумы ЕВ из французского Пастеровского института. Первые серии вакцин были опробованы на 15 добровольцах — работниках института, затем вакциной был привит личный состав передвижных подвижных войск, эвакуированных в тыл. Всего за годы Великой Отечественной войны было привито около 8,5 миллионов человек, создано около 47 миллионов человеко-доз вакцин. Иммунизация была высокоэффективной: в советских войсках не было ни одного заболевшего чумой, хотя во время Маньчжурской операции они вели боевые действия в природных очагах чумы и входили в города, охваченные чумой.
После окончания войны материалы были переданы в Министерство здравоохранения, институт также помог освоить промышленное производство сухих противочумных вакцин. Трое сотрудников института за работу над вакциной были награждены Государственной премией СССР.
Для того чтобы сотрудники института имели возможность внимательно анализировать новейшие зарубежные достижения по микробиологии, работа в институте была организована так, что НИИЭГ на протяжении всей Великой Отечественной войны получал ведущие бактериологические журналы мира, в том числе и немецкие.
Особое внимание в институте уделялось разработке средств иммунизации и защиты от сибирской язвы. С 1940 года этой проблемой занимались учёные Н. Н. Гинсбург и А. Л. Тамарин. Благодаря их открытиям и исследованиям была создана первая отечественная живая сибиреязвенная вакцина СТИ (название образовано от наименования Санитарно-технический институт). В ходе подготовки операции на 2-м Украинском фронте по освобождению Румынии обнаружилось высокое количество очагов сибирской язвы на территории наступления. Новой вакциной СТИ было привито 9000 военнослужащих, среди привитых заболеваний сибирской язвой выявлено не было. В 1943 году за разработку вакцины Н. Н. Гинсбургу и А. Л. Тамарину была присуждена Государственная премия СССР.
С 1935 года велась разработка средств специфической профилактики туляремии. Сотрудниками института М. М. Файбичем и Т. С. Тамариным на основе сахарозо-агар-желатиновой среды была разработана сухая туляремийная вакцина высокой эффективности и иммуногенности. с 1944 по 1953 год было произведено 16 миллионов человеко-доз вакцин.
В 1945 году учёными В. М. Путимовым и Н. Н. Гинсбургом была разработана экспериментальная сухая живая бруцеллёзная вакцина подкожной иммунизации. В опытах с телятами была установлена высокая эффективность и безвредность вакцины, и в 1946 году была проведена первая опытная вакцинация людей — добровольцев из сотрудников института. В 1947 году разработка была завершена, технологии переданы Министерству здравоохранения.
В 1944 году в институте впервые в стране была получена промышленная партия пенициллина, сразу же отправленная в прифронтовые госпитали. В 1946 году препарат был принят специальной комиссией, разработчики — А. Ф. Копылов, Н. Н. Гинсбург, М. М. Файбич — были награждены Государственной премией СССР. К 1947 году Г. А. Радовицким и Н. Ф. Копыловым была разработана технология производства стрептомицина из своего штамма лучистого грибка Streptomyces griseus и на оригинальных дешёвых отечественных средах. При лечении больных в 1947 году в маньчжурском очаге чумы было впервые в мире достигнуто абортивное действие лекарства на течение чумной инфекции: выжили все больные, включая больного с бактериологически подтверждённой лёгочной формой чумы, которого начали лечить через сутки после начала болезни, когда его считали уже безнадёжным.
В 1944 году были разработаны методы производства бактериофагов, используемых для лечения газовой гангрены.
В 1946 году в институте была разработана технология производства первой в Советском Союзе сухой живой туберкулёзной вакцины. В 1947 году она была принята Государственной сывороточно-вакцинной комиссией, регламент передан Минздраву. Началось массовое производство вакцины в других институтах страны.
В 1949 году из-за увеличившегося количества разработок и сложности их реализации принято решение об открытии нового центра. На базе нескольких лабораторий Кировского института в Свердловске был создан НИИ гигиены Минобороны СССР (Второй военно-биологический институт), объект получил кодовое название Свердловск-19. В 1954 году на фоне активизации в США разработок биологического оружия было принято решение об организации в Загорске специального центра, занимающегося исследованиями последствий применения биологического оружия. Новый институт получил название НИИ санитарии Минобороны СССР (Третий военно-биологический институт), кодовое название — Загорск-6.
В период с 1962 по 1970 год в институте был разработан ингаляционный метод вакцинопрофилактики лёгочной формы чумы на основе мелкодисперсного аэрозоля регидративной культуры вакцинного штамма ЕВ. Исследования проводили П. А. Кутырев, В. И. Огарков, Ю. С. Писаревский, В. В. Симонов, Н. Ю. Полонская и др. под руководством В. А. Лебединского.
В конце 1970-х годов в деревне Лёвинцы Оричевского района Кировской области был создан завод, обслуживающий институты. Объект получил кодовое название Киров-200.
В 1985 году институт был преобразован в НИИ микробиологии Минобороны СССР. В 1986 году Второй военно-биологический институт преобразован в Сектор военной эпидемиологии при НИИ микробиологии МО СССР, Третий военно-биологический институт — в Вирусологический центр НИИ микробиологии МО СССР.
В январе 2016 г. в Москве в составе института с целью своевременного парирования биологических и химических угроз войскам, населению, биосфере и объектам техносферы, а также для организации взаимодействия с федеральными органами исполнительной власти и органами власти субъектов Российской Федерации был сформирован научно-исследовательский центр (экспертный, химических и биологических угроз). Начальник центра — д.т. н., доцент, полковник Д. Л. Поклонский. Центр продолжает традиции расформированного в 2009 г. 42 Научно-исследовательского центра биологической безопасности Минобороны, созданного в 1958 г. как Научно-исследовательское техническое бюро.

## Альтернативные версии
По версии советского и российского химика Льва Фёдорова, институт использовался для создания биологического оружия, а выпуск средств защиты являлся официальным прикрытием. Косвенным подтверждением этому служит тот факт, что институт был полностью автономным от властей вплоть до КГБ, а подчинялся напрямую 15 управлению Министерства обороны СССР. Все руководители института носили генеральские звания.
Среди достижений института называется создание боевых штаммов чумы, сибирской язвы, туляремии, Ку-лихорадки, бруцеллёза. Одним из достижений стала разработка культур бактерий, питающихся углеводородами, которые можно использовать для уничтожения топлива противника. Простейшие испытания проводились в Кирово-Чепецком районе, более опасные — на острове Возрождения в Аральском море.

## Санкции
C 27 августа 2020 г. институт внесён в список организаций, деятельность которых противоречит интересам национальной безопасности или внешней политики США. Власти США считают, что институт и его филиалы связаны с секретной российской программой создания биологического оружия. Организации, внесённые в данный список, лишаются легального доступа к американским товарам и технологиям двойного назначения. Запрещаются поставки им любых товаров или программных продуктов американского происхождения, подпадающих под правила экспортного контроля США. Нарушители запрета могут быть привлечены к уголовной ответственности в США независимо от их национальной принадлежности.
1 мая 2024 года, за «полномасштабную войну и применение химического оружия против Украины», 48-й ЦНИИ включён в блокирующий санкционный список США как связанный с российскими программами по химическому и биологическому оружию.

## Руководители
- Великанов И. М. (1928—1937)
- Хатеневер Л. М. (ИО, 1937—1938)
- Спицын Н. А. (ИО, 1938)
- Дорофеев А. А. (ИО 1938—1939)
- Спицын Н. А. (1939—1940)
- Копылов Н. Ф. (1940—1949)
- Николаев Н. И. (1949—1951)
- Неустроев В. Д. (1951—1955)
- Огурцов П. А. (1955—1957)
- Скворцов В. В. (1957—1973)
- Паутов В. Н. (1973—1984)
- Абдуллин Т. Г. (1984—1991)
- Пименов Е. В. (1991—2005)
- Бондарев В. П.
- Борисевич И. В. (2005—2009)
- Дармов И. В. (2010—2012)[уточнить]
- Туманов А. С. (ИО?, 2012—2013)[источник не указан 1629 дней]
- Борисевич С. В. (с 2011[20][21][22][23][24])

Вирусологический центр Министерства обороны СССР/Российской Федерации
в/ч 44026, г. Загорск-6, Московская область.
История названий:
- Научно-исследовательский институт санитарии МО
- Сектор вирусологии при НИИ микробиологии МО
- Вирусологический центр НИИ микробиологии МО

Начальники:
- М. П. Костюченок (1954—1959)
- профессор В. Я. Подолян (1959—1966)
- академик АМН СССР профессор С. И. Пригода (1966—1987)
- д. м. н. профессор В. Н. Карпов (1987—1990)
- д. м. н. профессор генерал-майор м/с А. А. Махлай (Малахай) (1990—1999)
- к. м. н. полковник м/с В. А. Максимов (1999—?)

## Филиалы
- Центр военно-технических проблем бактериологической защиты НИИ микробиологии МО РФ (Свердловск-19)
- Вирусологический центр НИИ микробиологии МО РФ (Загорск-6)